# Aysha
Genre
Aysha est un genre d'araignées aranéomorphes de la famille des Anyphaenidae.

## Distribution
Les espèces de ce genre se rencontrent en Amérique du Sud et au Panama.

## Liste des espèces
Selon World Spider Catalog (version 22.0, 01/02/2021) :
- Aysha affinis (Blackwall, 1862)
- Aysha albovittata Mello-Leitão, 1944
- Aysha basilisca (Mello-Leitão, 1922)
- Aysha bonaldoi Brescovit, 1992
- Aysha boraceia Brescovit, 1992
- Aysha borgmeyeri (Mello-Leitão, 1926)
- Aysha brevimana (C. L. Koch, 1839)
- Aysha caxambuensis (Mello-Leitão, 1926)
- Aysha chicama Brescovit, 1992
- Aysha clarovittata (Keyserling, 1891)
- Aysha curumim Brescovit, 1992
- Aysha diversicolor (Keyserling, 1891)
- Aysha ericae Brescovit, 1992
- Aysha fortis (Keyserling, 1891)
- Aysha guaiba Brescovit, 1992
- Aysha guarapuava Brescovit, 1992
- Aysha helvola (Keyserling, 1891)
- Aysha heraldica (Mello-Leitão, 1929)
- Aysha insulana Chickering, 1937
- Aysha janaita Brescovit, 1992
- Aysha lagenifera (Mello-Leitão, 1944)
- Aysha lisei Brescovit, 1992
- Aysha marinonii Brescovit, 1992
- Aysha montenegro Brescovit, 1992
- Aysha piassaguera Brescovit, 1992
- Aysha pirassununga Brescovit, 1992
- Aysha proseni Mello-Leitão, 1944
- Aysha prospera Keyserling, 1891
- Aysha robusta (Keyserling, 1891)
- Aysha rubromaculata (Keyserling, 1891)
- Aysha striolata (Keyserling, 1891)
- Aysha subruba (Keyserling, 1891)
- Aysha taeniata (Keyserling, 1891)
- Aysha taim Brescovit, 1992
- Aysha tapejara Brescovit, 1992
- Aysha tertulia Brescovit, 1992
- Aysha triunfo Brescovit, 1992
- Aysha vacaria Brescovit, 1992
- Aysha yacupoi Brescovit, 1992
- Aysha zenzesi (Mello-Leitão, 1945)

## Publication originale
- Keyserling, 1891 : Die Spinnen Amerikas. Brasilianische Spinnen. Nürnberg, vol. 3, p. 1-278 (texte intégral).